# New College

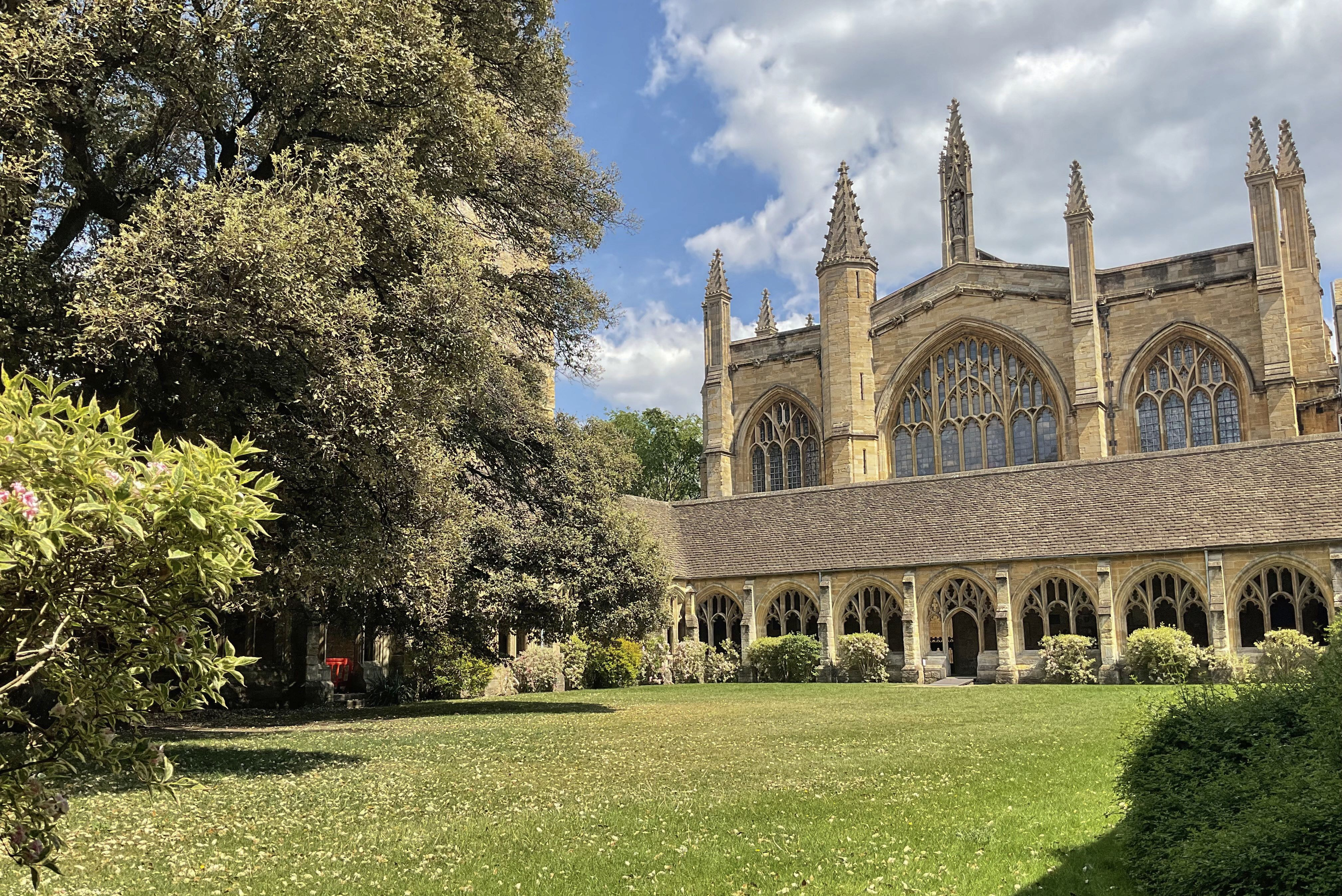
Gramado do New College, em Oxford.

New College é uma das faculdades constituintes da Universidade de Oxford, na cidade homônima do Reino Unido. O nome completo do colégio é The Warden and Scholars of St Mary's College of Winchester in Oxford. O nome oficial da faculdade, College of St Mary, é o mesmo do antigo Oriel College, portanto ela tem sido chamada de "New College of St Mary" e, agora, é quase sempre conhecida como "New College".
A faculdade atualmente ocupa um lugar destacado na Tabela Norrington, uma classificação que avalia o desempenho relativo dos estudantes de Oxford pelas suas notas nos exames finais. No período de 2011-2012, o colégio ficou em terceiro lugar, mantendo sua classificação anterior. O New College encontra-se entre a Holywell Street e a New College Lane (conhecida por Ponte dos Suspiros de Oxford), ao lado do All Souls College, Harris Manchester College, Hertford College, The Queen's College e do St Edmund Hall.
Em 2012, o colégio teve um orçamento de estimado em 144 milhões de libras esterlinas. Em 2006, a faculdade vendeu um terreno em Buckinghamshire, que já havia sido dado à faculdade por 55 milhões de libras e a renda adicional posterior foi investida no desenvolvimento acadêmico, salários e na manutenção de edifícios.